# Base antarctique Amundsen-Scott
Pour les articles homonymes, voir Amundsen et Scott.
La base antarctique Amundsen-Scott (de son nom complet Amundsen-Scott Pôle Sud et en anglais : Amundsen-Scott South Pole Station) est une station de recherche américaine située à environ 250 mètres du pôle Sud. Ceci en fait le lieu habité le plus méridional du monde. Elle a été nommée ainsi en l'honneur des deux explorateurs Roald Amundsen et Robert Falcon Scott qui atteignirent le pôle pour la première fois respectivement le 14 décembre 1911 et le 17 janvier 1912, à seulement quelques semaines d'intervalle.
La base est desservie par l'aérodrome Jack F. Paulus Skiway.

## Géographie

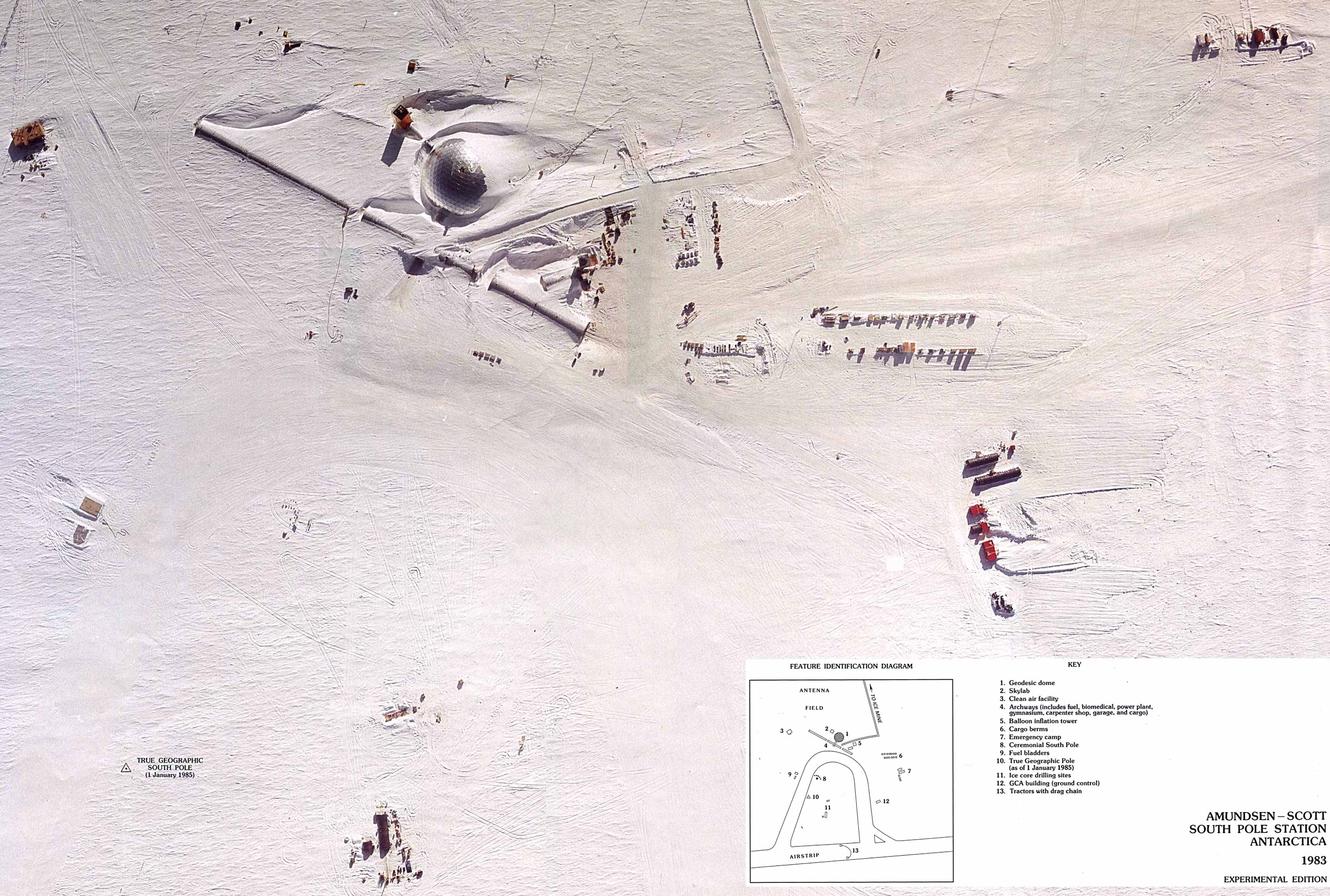
Vue aérienne de la station Amundsen-Scott Pôle Sud prise vers 1983.

La station d'Amundsen-Scott, bien que située au pôle Sud, n'est pas la plus éloignée de l'océan Antarctique. La station ne se trouve en effet qu'à environ 1 000 kilomètres de celui-ci. Elle est située à environ 2 850 mètres d'altitude. À cause du déplacement de la couche de glace sur le continent antarctique, la station dévie d'environ une dizaine de mètres par an vers le pôle Sud.
L'altitude et la situation géographique font que le climat à la station d'Amundsen-Scott est extrêmement rigoureux. La température annuelle moyenne y est de l'ordre de −50 °C. La température la plus basse jamais enregistrée est de −82 °C (le record absolu étant détenu par la base antarctique Vostok avec −89,2 °C). La température la plus élevée enregistrée est, quant à elle, de −12,3 °C et fut relevée le 25 décembre 2011. La moyenne en été est de l'ordre de −30 °C et −60 °C en hiver. Les précipitations y sont également très faibles puisqu'elles sont de 70 mm d'eau (neige en équivalent pluie).
Le fuseau horaire utilisé par la station est celui de la Nouvelle-Zélande (UTC+12:00). En effet, c'est la base McMurdo qui sert de base logistique à la station Amundsen-Scott. Or cette dernière est, elle, en contact direct avec le port de Christchurch en Nouvelle-Zélande. C'est donc l'heure de ce pays qui a été choisie comme étant l'heure officielle du pôle Sud.

## Histoire
La station a été créée en 1956 dans le cadre de l'année géophysique internationale de 1957, et n'a jamais cessé d'être habitée depuis.

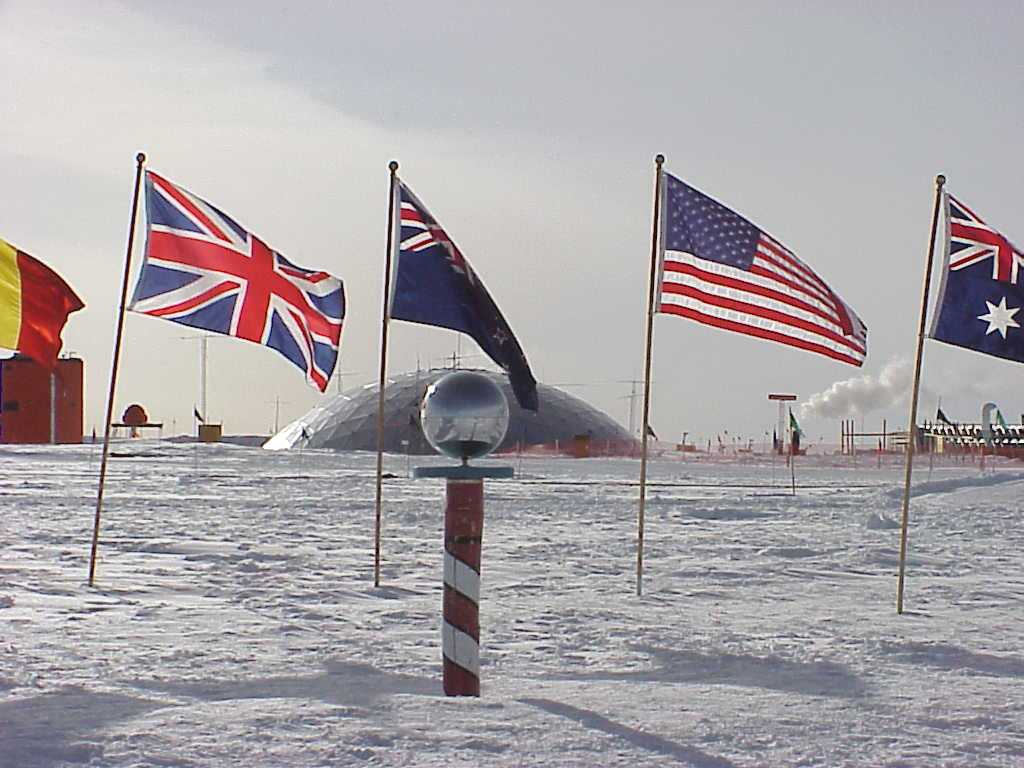
Point du pôle sud, à 250 mètres de la base.

Dans l'ignorance des conditions (de température, principalement) régnant au pôle Sud durant les six mois de nuit de l'hiver austral, les premières constructions réalisées en 1956-1957 par 18 hommes de l'US Navy, furent enfouies sous la neige afin de protéger les biens et les humains, mais trop peu profondément. Les températures les plus froides ainsi relevées pendant l'hiver 1957 atteignirent les −74 °C.

C'est l'accumulation de congères grandissant de près de 1,50 mètre par an qui força à l'abandon des structures de l'époque en 1975. La station fut reconstruite plusieurs mètres plus loin et les premières constructions sont aujourd'hui recouvertes par plusieurs mètres de neige. L'élément majeur de cette reconstruction fut la réalisation d'un dôme géodésique de 50 mètres de diamètre et 16 de haut.

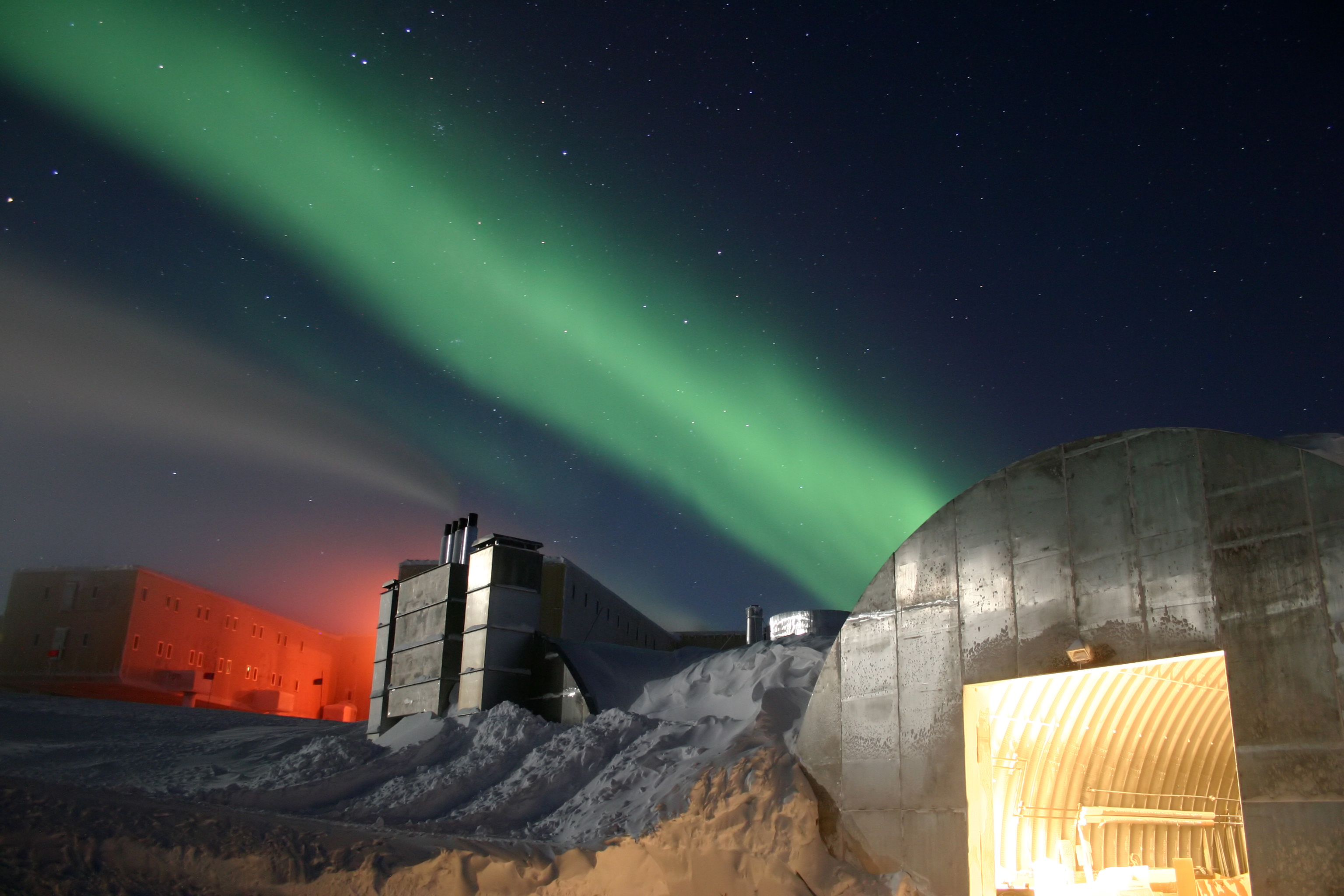
Une aurore australe en hiver (juillet 2005).

Depuis 2006, la station est reliée à la station de McMurdo par l'autoroute du pôle Sud de 1 600 km de long.

## Dans la culture populaire
- La station peut être construite comme merveille mondiale dans le jeu-vidéo Civilization VI (2016).